# Cedarville (Arkansas)
Pour les articles homonymes, voir Cedarville.
Cedarville est une municipalité du comté de Crawford, dans l'État de l'Arkansas aux États-Unis.

## Démographie
| 1930 | 1940 | 1950 | 1960 | 2000  | 2010  |
| ---- | ---- | ---- | ---- | ----- | ----- |
| 58   | 111  | 43   | 52   | 1 133 | 1 394 |